# Tom Courtenay

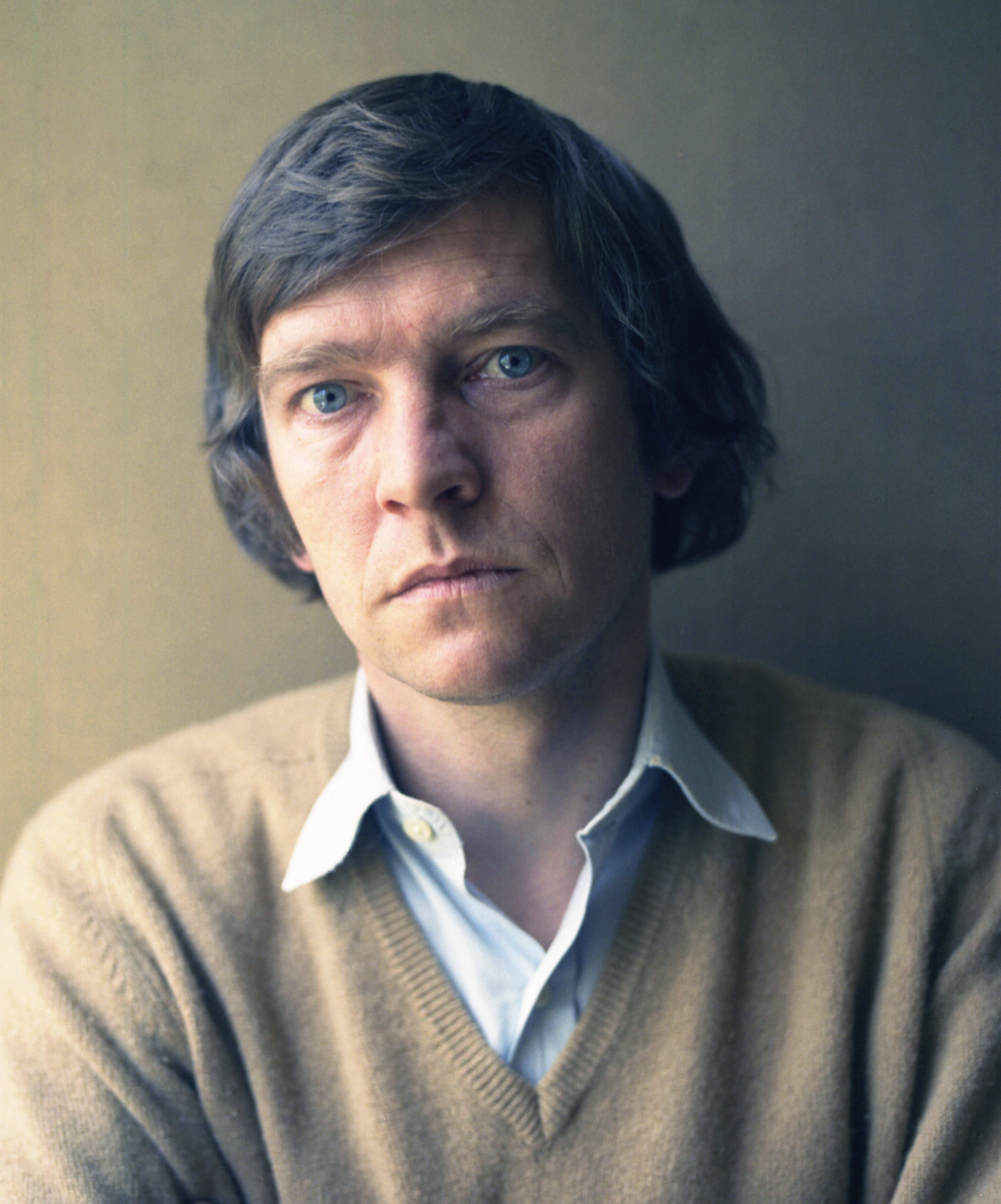
Tom Courtenay, 1973.

Thomas Daniel "Tom" Courtenay (IPA: /ˈkɔːrtni/), född 25 februari 1937 i Hull i East Riding of Yorkshire, är en brittisk skådespelare.
Tom Courtenay erhöll skådespelarutbildning vid Royal Academy of Dramatic Art (RADA). 1960 gjorde han sin scendebut i Old Vic:s uppsättning av Måsen. Redan i sin första filmroll (1962 i Långdistanslöparen) gjorde han ett djupt intryck på såväl filmrecensenter som biopubliken. Han nominerades till en Oscar för bästa manliga biroll för rollen i filmen Doktor Zjivago (1965).
Från tidigt 1970-tal har han mest varit verksam på scen, bortsett från några sporadiska filmroller, bland annat Påklädaren (1983), för vilken han nominerades för en Oscar för bästa manliga huvudroll. 2015 vann han Silverbjörnen bästa manliga skådespelare vid filmfestivalen i Berlin för sin roll i filmen 45 år.

## Filmografi i urval
- 1962 – Långdistanslöparen
- 1963 – Lögnhalsen
- 1964 – För kung och fosterland
- 1965 – På främmande mark
- 1965 – Fånglägret Changi
- 1965 – Doktor Zjivago
- 1967 – Generalernas natt
- 1968 – Slutpunkt Berlin
- 1971 – En dag i Ivan Denisovitjs liv
- 1983 – Påklädaren
- 1987 – Briljanta bedragare
- 1991 – Let Him Have It
- 1999 – Vad hände med Harold Smith?
- 2001 – Sista beställningen
- 2002 – Nicholas Nickleby
- 2007 – Flood
- 2007 – Guldkompassen
- 2008 – Little Dorrit
- 2012 – Kvartetten
- 2012 – Gambit
- 2013 – Night Train to Lisbon
- 2015 – 45 år
- 2015 – The Legend of Barney Thomson
- 2015 – Saknad, aldrig glömd (TV-serie) (sex avsnitt)
- 2016 – Dad's Army
- 2018 – Guernseys litteratur- och potatisskalspajssällskap
- 2018 – King of Thieves
- 2019 – Drottningens corgi (röst)
- 2019 – The Aeronauts
- 2020 – Summerland
- 2022 – The Railway Children Return